# Frank Türr
Frank Türr (* 16. September 1970 in Nürnberg) ist ein ehemaliger deutscher Fußballspieler.

## Spielerlaufbahn

### Jugendjahre und erste Bundesligaluft
Frank Türr begann in einem Nürnberger Nachbarort beim FC Stein mit dem Fußballspielen. Der Gymnasiast wechselte 1984 in die Jugend des 1. FC Nürnberg. Der talentierte Stürmer gehörte stets zu den besten seines Jahrgangs und durchlief nicht nur die Jugendmannschaften des Club, sondern auch alle deutschen Nachwuchsnationalmannschaften von der U-15 bis zur U-18. Insbesondere in der U-16 brillierte er mit 13 Toren in zwölf Einsätzen. So war es logisch, dass er 1988 mit 18 Jahren als Vertragsamateur vierter Stürmer im Bundesligakader des damaligen UEFA-Pokal-Teilnehmers aus Nürnberg wurde, in dem er jedoch klar im Schatten der gesetzten Dieter Eckstein und Souleyman Sane sowie Rudi Stenzels stand. Am 3. Spieltag der Saison 1988/89 gab er bei der 2:3-Niederlage bei Bayer 05 Uerdingen sein Bundesligadebüt. Nach dem überraschenden Wechsel Dieter Ecksteins nach Frankfurt während der laufenden Vorrunde rückte Frank Türr in der Stürmerhierarchie zunächst auf, konnte in zwei weiteren Vorrundeneinsätzen jedoch noch nicht derart überzeugen, dass Trainer Hermann Gerland auf ihn setzte. Stattdessen verpflichtete der Club in der Winterpause Reiner Wirsching als neuen Stürmer. Türr selbst kam erst am 29. Spieltag wieder zum Einsatz, durfte am 31. Spieltag erstmals von Beginn an ein volles Spiel absolvieren und erzielte schließlich am 32. Spieltag als Einwechselspieler beim 2:2 bei Hannover 96 sein erstes Bundesligator.

### Stürmer Nummer drei beim 1. FC Nürnberg
Der ausgebildete Speditionskaufmann bekam dann zur Saison 1989/90 einen Vertrag als Profi. Für Türr folgte seine beste Saison in der ersten Bundesliga. In 26 Spielen, davon neun von Beginn an, erzielte er sechs Treffer und war damit am Ende hinter Wirsching zusammen mit Sané zweiterfolgreichster Torschütze. Insbesondere sein 2:0 beim 4:0-Sieg über den FC Bayern München am 25. November, als er von Beginn an spielte, bleibt den Clubfans in Erinnerung. Trotz dieser guten Leistungen plante der neue Trainer Arie Haan in der Saison 1990/91 nicht mit ihm in der Stammelf. Dennoch eroberte sich Türr gegen Ende der Vorrunde einen Platz in der ersten Elf, als er vom 11. bis einschließlich des 16. Spieltages stets in der Startelf stand. Doch in der Rückrunde war er wieder nur der Einwechselspieler vom Dienst, der jedoch seinen zwei Vorrundentreffern kein weiteres Tor hinzufügen konnte.

### Glücklose Jahre in Bochum und Braunschweig
Nach drei Jahren beim 1. FC Nürnberg wechselte Frank Türr zur Saison 1991/92 zum VfL Bochum. Dort war nach dem Abgang von Stefan Kohn und Uwe Leifeld der Kampf um die Plätze im Angriff offen. Frank Türr war an den ersten Spieltagen gesetzt, verlor jedoch rasch seinen Startplatz in der ersten Mannschaft. Am Ende war er in insgesamt 17 Spielen zwei Mal für den VfL erfolgreich. Nach einer enttäuschenden Vorrunde mit fünf Kurzeinsätzen wechselte er während der Winterpause der Saison 1992/93 in die 2. Fußball-Bundesliga zur abstiegsbedrohten Eintracht Braunschweig. Dort gehörte er zwar zunächst zur Stammelf, erzielte aber nur ein Tor und verlor seinen Stammplatz gegen Saisonende.

### Erfolgreiche Zeiten bei der SpVgg Greuther Fürth
Nach dem Abstieg der Braunschweiger kehrte Türr in seine fränkische Heimat zurück, um sich auf seine Ausbildung zum Polizisten zu konzentrieren. Bei der SpVgg Bayreuth in der damals drittklassigen Bayernliga traf er 30 Spielen neun Mal, woraufhin ihn die SpVgg Fürth zum Start der Regionalliga Süd 1994 unter Vertrag nahm. In Fürth lief es für den Stürmer endlich richtig gut. Er war unumstrittener Stammspieler und wurde in acht Jahren fünf Mal bester Torschütze der Mannschaft. In der Saison 1996/97 schaffte er mit der SpVgg den Aufstieg in die zweite Bundesliga, zu dem er als Torschützenkönig der Regionalliga Süd 25 Tore beisteuerte. Besonders pikant war, dass er beim 3:1-Erfolg über den damals ebenfalls drittklassigen 1. FC Nürnberg alle drei Treffer gegen seinen Ex-Club erzielte. Auch in der zweiten Bundesliga war Frank Türr im Sturm lange die Konstante der Fürther, der mit einer Vielzahl von Stürmern wie Milan Kerbr, Arie van Lent oder Petr Ruman zusammen spielte. Erst zur Saison 2001/02 verdrängten ihn Ioannis Amanatidis und Francis Kioyo aus der Stammelf. Nach insgesamt 228 Ligaspielen und 86 Ligatoren beendete er 2002 seine Fußballer-Karriere.

### Erfolge
- Torschützenkönig der Regionalliga Süd 1996/97
- DFB-Hallenpokal-Sieger 2000

## Weitere Berufslaufbahn
Nach dem Karriereende trat Frank Türr 2002 seinen Dienst bei der bayerischen Polizei an. Die Ausbildung hatte er nach seiner Rückkehr nach Franken Mitte der 1990er Jahre aufgenommen. Die parallele Ausbildung kostete ihn zu seinen Fürther Zeiten wöchentlich zwei Trainingseinheiten. Türr ist für das Unterstützungskommando Nürnberg, zu dessen Aufgaben auch die Absicherung der Bundesligaheimspiele des 1. FC Nürnberg gehört, tätig. Parallel ist Frank Türr auch Trainer der bayerischen Polizeiauswahl.